# Baila conmigo Paraguay
Baila conmigo Paraguay (también conocido simplemente como Baila y abreviado BCPY) es un programa de telerrealidad paraguayo. Es la versión paraguaya del programa mexicano Bailando por un sueño. Las primeras cinco ediciones de este formato bajo el nombre de Bailando por un sueño Paraguay, fueron transmitidos desde 2006 hasta 2008. Vuelve en 2010 con la actual denominación.

## Etapas
La competencia de baile consta de 3 etapas:

### Evaluación del jurado
El jurado dará su puntaje después de que cada pareja presente su respectivo baile. Las parejas que obtengan menor puntaje al establecido por la producción se batirán a un duelo de baile. Posterior a este duelo el jurado salvará a las parejas que hayan mejorado su presentación, quedando una pareja al voto telefónico.

### Sala de sentencia
Las parejas deberá evaluar y nominar a sus pares por su presentación en una sala privada nombrando a dos equipos, a la primera pareja nominada se le suman 2 puntos, a la segunda 1 punto. La pareja con mayor voto de parte de los demás participantes irá al voto telefónico. Una pareja es salvada gracias a la inmunidad del jurado, en el caso de que esta sea justamente la pareja sentenciada por sus compañeros, la segunda pareja con mayor voto pasará al telefónico. En la cuarta edición no hay sala de sentencia, y a partir de la sexta edición se suprime definitivamente.

### Voto telefónico
La pareja nominada por el jurado junto a la pareja nominada por sus compañeros se batirán a duelo telefónico, donde sólo el público tiene la decisión con sus mensajes de textos. La pareja de menor porcentaje deberá salir de la competencia.

## Ediciones
| Edición | Año  | Presentador   | Jurado              | Jurado                               | Jurado          | Jurado          | Jurado                           | Ganadores                         | Segundo puesto                     | Tercer puesto                    | Semifinalistas                | N.º de parejas |
| ------- | ---- | ------------- | ------------------- | ------------------------------------ | --------------- | --------------- | -------------------------------- | --------------------------------- | ---------------------------------- | -------------------------------- | ----------------------------- | -------------- |
| 1       | 2010 | Kike Casanova | Mariángela Martínez | Dallys Ferreira                      | Raúl Melamed    | Zuni Castiñeira |                                  | Nadia Portillo                    | Andrea Quattrocchi                 |                                  | Patricia Orué                 | 15             |
| 1       | 2010 | Kike Casanova | Mariángela Martínez | Dallys Ferreira                      | Raúl Melamed    | Zuni Castiñeira | Karina Doldán & Carlos Ortellado | Nadia Portillo                    | Andrea Quattrocchi                 |                                  |                               | 15             |
| 2       | 2011 | Kike Casanova | Norita Rodríguez    | Milva Gauto                          | Raúl Melamed    | Zuni Castiñeira | Mili Brítez                      | Nadia Portillo                    | Ramonita Vera                      | Alicia Ramírez                   | 18                            |                |
| 2       | 2011 | Kike Casanova | Norita Rodríguez    | Milva Gauto                          | Raúl Melamed    | Zuni Castiñeira | Mili Brítez                      | Nadia Portillo                    | Ramonita Vera                      | Patricia Orué                    | 18                            |                |
| 3       | 2012 | Kike Casanova | Norita Rodríguez    | Milva Gauto                          | Raúl Melamed    | Zuni Castiñeira | Larissa Riquelme                 | Fabisol Garcete                   | Fabiola Martínez                   | Rossana Barrios                  | 25                            |                |
| 3       | 2012 | Kike Casanova | Norita Rodríguez    | Milva Gauto                          | Raúl Melamed    | Zuni Castiñeira | Larissa Riquelme                 | Fabisol Garcete                   | Fabiola Martínez                   | Carmiña Masi                     | 25                            |                |
| 4       | 2013 | Kike Casanova | Norita Rodríguez    | Milva Gauto                          | Raúl Melamed    | Zuni Castiñeira | Marcelo Iripino                  | Marilina Bogado                   | Nadia Portillo                     | Fabisol Garcete                  | Edgar Camarasa                | 20             |
| 4       | 2013 | Kike Casanova | Norita Rodríguez    | Milva Gauto                          | Raúl Melamed    | Zuni Castiñeira | Marcelo Iripino                  | Marilina Bogado                   | Nadia Portillo                     | Fabisol Garcete                  | Fabiola Martínez              | 20             |
| 4       | 2013 | Kike Casanova | Norita Rodríguez    | Milva Gauto                          | Raúl Melamed    | Zuni Castiñeira | Marcelo Iripino                  | Marilina Bogado                   | Nadia Portillo                     | Fabisol Garcete                  | Cecilio Cabañas               | 20             |
| 5       | 2014 | Kike Casanova | Norita Rodríguez    | Milva Gauto                          | Raúl Melamed    | Zuni Castiñeira | Luis Calderini                   | Mariela Bogado & José María López | Jessica Torres                     | Cecilio Cabañas                  | Fernando Pérez                | 31             |
| 5       | 2014 | Kike Casanova | Norita Rodríguez    | Milva Gauto                          | Raúl Melamed    | Zuni Castiñeira | Luis Calderini                   | Mariela Bogado & José María López | Jessica Torres                     | Cecilio Cabañas                  | Moisés Flor                   | 31             |
| 5       | 2014 | Kike Casanova | Norita Rodríguez    | Milva Gauto                          | Raúl Melamed    | Zuni Castiñeira | Luis Calderini                   | Mariela Bogado & José María López | Jessica Torres                     | Cecilio Cabañas                  | Carmiña Masi & Edgar Camarasa | 31             |
| 6       | 2015 | Kike Casanova | Norita Rodríguez    |                                      | Mila Melul      | Anibal Pachano  | Luis Calderini                   | Fabiola Martínez & Jorge Bordón   | Marilina Bogado & José María López | Alicia Ramírez & Joaquín Serrano | Liz Galeano & Jorge Samaniego | 22             |
| 6       | 2015 | Kike Casanova | Norita Rodríguez    | Paloma Ferreira & Diego Achar        | Mila Melul      | Anibal Pachano  | Luis Calderini                   | Fabiola Martínez & Jorge Bordón   | Marilina Bogado & José María López | Alicia Ramírez & Joaquín Serrano |                               | 22             |
| 6       | 2015 | Kike Casanova | Norita Rodríguez    | María Laura Olitte & Luis Villanueva | Mila Melul      | Anibal Pachano  | Luis Calderini                   | Fabiola Martínez & Jorge Bordón   | Marilina Bogado & José María López | Alicia Ramírez & Joaquín Serrano |                               | 22             |
| 7       | 2017 | Kike Casanova | Norita Rodríguez    | Milva Gauto                          | Carmiña Masi    | Clari Arias     | Luis Calderini                   | Marly Figueredo                   | Fátima Román                       | Mirna Pereira                    | Jerry Castillo                | 30             |
| 7       | 2017 | Kike Casanova | Norita Rodríguez    | Milva Gauto                          | Carmiña Masi    | Clari Arias     | Luis Calderini                   | Marly Figueredo                   | Fátima Román                       | Mirna Pereira                    | Viviana Figueredo             | 30             |
| 7       | 2017 | Kike Casanova | Norita Rodríguez    | Milva Gauto                          | Carmiña Masi    | Clari Arias     | Luis Calderini                   | Marly Figueredo                   | Fátima Román                       | Mirna Pereira                    | José María López              | 30             |
| 7       | 2017 | Kike Casanova | Norita Rodríguez    | Milva Gauto                          | Carmiña Masi    | Clari Arias     | Luis Calderini                   | Marly Figueredo                   | Fátima Román                       | Mirna Pereira                    | César Arzamendia              | 30             |
| 7       | 2017 | Kike Casanova | Norita Rodríguez    | Milva Gauto                          | Carmiña Masi    | Clari Arias     | Luis Calderini                   | Marly Figueredo                   | Fátima Román                       | Mirna Pereira                    | Andy Duarte                   | 30             |
| 7       | 2017 | Kike Casanova | Norita Rodríguez    | Milva Gauto                          | Carmiña Masi    | Clari Arias     | Luis Calderini                   | Marly Figueredo                   | Fátima Román                       | Mirna Pereira                    | Silvia Romero                 | 30             |
| 7       | 2017 | Kike Casanova | Norita Rodríguez    | Milva Gauto                          | Carmiña Masi    | Clari Arias     | Luis Calderini                   | Marly Figueredo                   | Fátima Román                       | Mirna Pereira                    | Lizandra López                | 30             |
| 7       | 2017 | Kike Casanova | Norita Rodríguez    | Milva Gauto                          | Carmiña Masi    | Clari Arias     | Luis Calderini                   | Marly Figueredo                   | Fátima Román                       | Mirna Pereira                    | Alejandro López               | 30             |
| 7       | 2017 | Kike Casanova | Norita Rodríguez    | Milva Gauto                          | Carmiña Masi    | Clari Arias     | Luis Calderini                   | Marly Figueredo                   | Fátima Román                       | Mirna Pereira                    | Katherine Di Quinto           | 30             |
| 8       | 2019 | Kike Casanova | Robson Maia         | Larissa Riquelme                     | Zuni Castiñeira | Mario Cimarro   |                                  | Rocío Adorno                      | Marilina Bogado & Will Fretes      | Naldy Cabrera                    | Kassandra Frutos              | 23             |
| 8       | 2019 | Kike Casanova | Robson Maia         | Larissa Riquelme                     | Zuni Castiñeira | Mario Cimarro   | Fabiola Martínez                 | Rocío Adorno                      | Marilina Bogado & Will Fretes      | Naldy Cabrera                    |                               | 23             |
| 8       | 2019 | Kike Casanova | Robson Maia         | Larissa Riquelme                     | Zuni Castiñeira | Mario Cimarro   | César Trinidad                   | Rocío Adorno                      | Marilina Bogado & Will Fretes      | Naldy Cabrera                    |                               | 23             |
| 8       | 2019 | Kike Casanova | Robson Maia         | Larissa Riquelme                     | Zuni Castiñeira | Mario Cimarro   | Diego Brítez                     | Rocío Adorno                      | Marilina Bogado & Will Fretes      | Naldy Cabrera                    |                               | 23             |
| 8       | 2019 | Kike Casanova | Robson Maia         | Larissa Riquelme                     | Zuni Castiñeira | Mario Cimarro   | Manuel Delvalle                  | Rocío Adorno                      | Marilina Bogado & Will Fretes      | Naldy Cabrera                    |                               | 23             |
| 8       | 2019 | Kike Casanova | Robson Maia         | Larissa Riquelme                     | Zuni Castiñeira | Mario Cimarro   | Diego González                   | Rocío Adorno                      | Marilina Bogado & Will Fretes      | Naldy Cabrera                    |                               | 23             |
| 9       | 2024 | Kike Casanova | Clari Arias         | Lali González                        | Zuni Castiñeira | Mili Brítez     | Jorge Moliniers                  | Daniel Vuyk                       | Alder Alcides                      | Nath Aponte                      | Juan de la Cruz               | 20             |
| 9       | 2024 | Kike Casanova | Clari Arias         | Lali González                        | Zuni Castiñeira | Mili Brítez     | Jorge Moliniers                  | Daniel Vuyk                       | Alder Alcides                      | Nath Aponte                      | Ramonita Vera                 | 20             |
| 9       | 2024 | Kike Casanova | Clari Arias         | Lali González                        | Zuni Castiñeira | Mili Brítez     | Jorge Moliniers                  | Daniel Vuyk                       | Alder Alcides                      | Nath Aponte                      | Dani Willigs                  | 20             |
| 9       | 2024 | Kike Casanova | Clari Arias         | Lali González                        | Zuni Castiñeira | Mili Brítez     | Jorge Moliniers                  | Daniel Vuyk                       | Alder Alcides                      | Nath Aponte                      | Miguel Narváez                | 20             |
| 9       | 2024 | Kike Casanova | Clari Arias         | Lali González                        | Zuni Castiñeira | Mili Brítez     | Jorge Moliniers                  | Daniel Vuyk                       | Alder Alcides                      | Nath Aponte                      | Carlos Portillo               | 20             |
| 9       | 2024 | Kike Casanova | Clari Arias         | Lali González                        | Zuni Castiñeira | Mili Brítez     | Jorge Moliniers                  | Daniel Vuyk                       | Alder Alcides                      | Nath Aponte                      | Elías Mosqueira               | 20             |
| 10      | 2024 | Kike Casanova | Clari Arias         | Larissa Riquelme                     | Zuni Castiñeira | Mili Brítez     | Luis Calderini                   | Araceli Jiménez                   | Natalia Balbuena                   | Diego Achar                      | Fernando Pérez                | 20             |
| 10      | 2024 | Kike Casanova | Clari Arias         | Larissa Riquelme                     | Zuni Castiñeira | Mili Brítez     | Luis Calderini                   | Araceli Jiménez                   | Natalia Balbuena                   | Diego Achar                      | María José Obregón            | 20             |
| 10      | 2024 | Kike Casanova | Clari Arias         | Larissa Riquelme                     | Zuni Castiñeira | Mili Brítez     | Luis Calderini                   | Araceli Jiménez                   | Natalia Balbuena                   | Diego Achar                      | Jae Cho                       | 20             |
| 10      | 2024 | Kike Casanova | Clari Arias         | Larissa Riquelme                     | Zuni Castiñeira | Mili Brítez     | Luis Calderini                   | Araceli Jiménez                   | Natalia Balbuena                   | Diego Achar                      | Juan Ríos                     | 20             |
| 10      | 2024 | Kike Casanova | Clari Arias         | Larissa Riquelme                     | Zuni Castiñeira | Mili Brítez     | Luis Calderini                   | Araceli Jiménez                   | Natalia Balbuena                   | Diego Achar                      | Bruna Wan                     | 20             |
| 10      | 2024 | Kike Casanova | Clari Arias         | Larissa Riquelme                     | Zuni Castiñeira | Mili Brítez     | Luis Calderini                   | Araceli Jiménez                   | Natalia Balbuena                   | Diego Achar                      | Nicole Sautú                  | 20             |

### Primera edición (2010)
BCPY 2010 fue la primera edición del certamen Baila conmigo en Paraguay, fue transmitido los martes y jueves a las 21:00. En esta primera edición participaron 15 parejas. El jurado estuvo conformado por: Mariángela Martínez, Dallys Ferreira, Raúl Melamed y Zuni Castiñeira.
Comenzó el jueves 14 de octubre de 2010 y finalizó el jueves 23 de diciembre del mismo año, coronando a Nadia Portillo y Carlos Céspedes como los ganadores del certamen.

### Segunda edición (2011)
BCPY 2011 fue la segunda edición del certamen Baila conmigo en Paraguay, fue transmitido los martes y jueves a las 20:00. En esta edición participaron 18 parejas. El jurado estuvo conformado por: Norita Rodríguez, Milva Gauto, Raúl Melamed, Zuni Castiñeira y Mili Brítez.
Comenzó el martes 9 de agosto de 2011 y finalizó el jueves 22 de diciembre del mismo año, coronando a Nadia Portillo como Bicampeona del BCPY, esta vez con Jorge Bordón como pareja de baile.

### Tercera edición (2012)
BCPY 2012 fue es la tercera edición del certamen Baila conmigo en Paraguay, fue transmitido los martes y jueves a las 21:00 (anteriormente a las 20:30). En esta edición participaron 25 parejas. El jurado estuvo conformado por: Norita Rodríguez, Milva Gauto, Zuni Castiñeira, Raúl Melamed y Larissa Riquelme.
Comenzó el jueves 10 de mayo de 2012 y finalizó el jueves 20 de diciembre del mismo año, coronando a Fabisol Garcete y Rodrigo Servín como los ganadores del certamen.

### Cuarta edición (2013)
BCPY 2013 fue la cuarta edición del certamen Baila conmigo en Paraguay, fue transmitido los martes, miércoles y jueves a las 21:00. En esta edición participaron 20 parejas. El jurado estuvo conformado por: Norita Rodríguez, Milva Gauto, Zuni Castiñeira, Raúl Melamed y Marcelo Iripino.
Comenzó el jueves 3 de octubre de 2013 y finalizó el jueves 19 de diciembre del mismo año, coronando a Marilina Bogado y Diestro Rivas como los ganadores del certamen.

### Quinta edición (2014)
BCPY 2014 es la quinta edición del certamen Baila conmigo en Paraguay, es transmitido de martes a jueves a las 21:00. En esta edición participan 31 parejas. El jurado está conformado por: Norita Rodríguez, Milva Gauto, Raúl Melamed, Zuni Castiñeira y Luis Calderini. 
Comenzó a emitirse a partir del jueves 8 de mayo y culminó el jueves 18 de diciembre coronando como ganadores a Mariela Bogado y José María López.

### Sexta edición (2015)
BCPY 2015 fue la sexta edición del certamen Baila conmigo en Paraguay, fue transmitido de martes a jueves a las 22:00. En esta edición participaron 22 parejas, con la particularidad que todos los participantes eran famosos. El jurado estuvo conformado por: Norita Rodríguez, Luis Calderini, Mila Melul y Aníbal Pachano. Además, en esta edición se introdujo "El Quinto Jurado", que es el público.
Comenzó a emitirse a partir del 3 de septiembre y culminó el 23 de diciembre coronando como ganadores a Fabiola Martínez y Jorge Bordón, este último consagrándose Bicampeón del BCPY.

### Séptima edición (2017)
BCPY 2017 fue la séptima edición del certamen Baila conmigo Paraguay, fue transmitido de martes a viernes a las 22.00. En esta edición participaron 27 parejas. El jurado estuvo conformado por Luis Calderini, Milva Gauto, Norita Rodríguez, Carmiña Masi y Clari Arias. 
Comenzó a emitirse a partir del martes 11 de julio y culminó el viernes 15 de diciembre, coronando a Marly Figueredo y Juan José Núñez como los ganadores del certamen.

### Octava edición (2019)
BCPY 2019 fue la octava edición del certamen Baila Conmigo Paraguay, fue transmitido de martes a viernes a las 22.00. En esta edición participarán 22 parejas. El jurado estará conformada por Robson Maia (coreógrafo profesional), Carmiña Masi (periodista de espectáculos), Larissa Riquelme (modelo, novia del Mundial 2010) y el reconocido actor cubano Mario Cimarro.
En Online: Sebastián Rodríguez y Helem Roux
El Debate Del Show: Álvaro Mora
Comenzó a emitirse a partir del martes 6 de agosto y culminó el viernes 20 de diciembre. Coronando ganadores del certamen a la modelo Rocío Adorno y Diego Achar.

### Novena edición (2024)
BCPY 2024 fue la novena edición del certamen. Se transmitió de lunes a jueves de 21.50 a 23.30 h por Telefuturo y fue presentada por Kike Casanova. El jurado estuvo conformado por cinco miembros del medio artístico vinculados al mundo del baile, la actuación y la televisión: Jorge Moliniers, «Lali» González, «Zuni» Castiñeira, Clari Arias y «Mili» Brítez.
En Streaming: Leo Rivas, Anabel Arias y Alejandro Royg
El Debate Del Show: Arturo Villasanti
En esta edición participaron 20 equipos. Es la primera edición que cuenta con un repechaje donde tres parejas eliminadas tuvieron la posibilidad de regresar a la competencia. Durante el transcurso del certamen, la participante conocida como «India Guaraní» se retiró de la competencia por una lesión; por tal motivo, el jurado decidió descalificar a su equipo. 
La temporada se estrenó el lunes 22 de abril y finalizó el jueves 22 de agosto. En la final, Daniel Vuyk y Leezell Garay fueron declarados como los ganadores de la temporada.

### Decima edición (2024)
BCPY 2024 (segunda edición) fue la décima edición del concurso de baile. Se estrenó el lunes 26 de agosto con dieciséis parejas en competencia. Se transmitió de lunes a jueves de 21.50 a 23.30 h por Telefuturo y fue presentada por Kike Casanova. El jurado estuvo conformado por cinco miembros del medio artístico vinculados al mundo del baile, la actuación y la televisión: «Lali» González, «Zuni» Castiñeira, Clari Arias, «Mili» Brítez y Luis Calderini. Durante el desarrollo de la séptima ronda, González se retiró del estrado de jueces por motivos laborales; en una primera instancia, fue reemplazada temporalmente por Patricia Orue pero su reemplazo definitivo fue Larissa Riquelme (a partir de la última gala de la octava ronda).
En Streaming: Leo Rivas, Anabel Arias y Alejandro Royg
El Debate Del Show: Arturo Villasanti
En esta edición participaron 20 equipos en total. En la novena ronda, se incorporaron cuatro nuevas parejas (también, dos parejas eliminadas fueron repescadas por la producción). 
La temporada finalizó el jueves 19 de diciembre. En la final, Araceli Jiménez y Mauro Fonseca fueron declarados como los ganadores de la temporada.
Nota: Por primera vez en la historia del programa, el certamen tuvo una segunda edición en un mismo año.

## Ritmos bailados
| Ritmo                     | 1 | 2 | 3 | 4 | 5 | 6 | 7 | 8 | 9 | 10 |
| ------------------------- | - | - | - | - | - | - | - | - | - | -- |
| Adagio Latino             |   |   |   |   |   |   |   |   |   |    |
| Aqua Dance                |   |   |   |   |   |   |   |   |   |    |
| Axé                       |   |   |   |   |   |   |   |   |   |    |
| Bachata                   |   |   |   |   |   |   |   |   |   |    |
| Bailando bajo la Lluvia   |   |   |   |   |   |   |   |   |   |    |
| Baile de la Cama          |   |   |   |   |   |   |   |   |   |    |
| Baile de la Jaula         |   |   |   |   |   |   |   |   |   |    |
| Baile del Caño            |   |   |   |   |   |   |   |   |   |    |
| Ballroom                  |   |   |   |   |   |   |   |   |   |    |
| Box Dance                 |   |   |   |   |   |   |   |   |   |    |
| Brasil Dance / Brasil Mix |   |   |   |   |   |   |   |   |   |    |
| Cachaca / Retrocumbia     |   |   |   |   |   |   |   |   |   |    |
| Cancán                    |   |   |   |   |   |   |   |   |   |    |
| Cartoon Dance             |   |   |   |   |   |   |   |   |   |    |
| Cuarteto                  |   |   |   |   |   |   |   |   |   |    |
| Cumbia                    |   |   |   |   |   |   |   |   |   |    |
| Cumbia Pop                |   |   |   |   |   |   |   |   |   |    |
| Cumbia Nacional           |   |   |   |   |   |   |   |   |   |    |
| Cumbiatón                 |   |   |   |   |   |   |   |   |   |    |
| Danza Árabe               |   |   |   |   |   |   |   |   |   |    |
| Danza Española            |   |   |   |   |   |   |   |   |   |    |
| Danza Hindú               |   |   |   |   |   |   |   |   |   |    |
| Folklore                  |   |   |   |   |   |   |   |   |   |    |
| Hip Hop                   |   |   |   |   |   |   |   |   |   |    |
| Latin Mix / Flow Latino   |   |   |   |   |   |   |   |   |   |    |
| Merengue                  |   |   |   |   |   |   |   |   |   |    |
| Murga                     |   |   |   |   |   |   |   |   |   |    |
| Música de Película        |   |   |   |   |   |   |   |   |   |    |
| Música Disco              |   |   |   |   |   |   |   |   |   |    |
| Música Disco en Trío      |   |   |   |   |   |   |   |   |   |    |
| Parodiando Dance          |   |   |   |   |   |   |   |   |   |    |
| Pop                       |   |   |   |   |   |   |   |   |   |    |
| Pop Latino                |   |   |   |   |   |   |   |   |   |    |
| Reggaeton                 |   |   |   |   |   |   |   |   |   |    |
| Ritmo Invertido           |   |   |   |   |   |   |   |   |   |    |
| Ritmo Libre               |   |   |   |   |   |   |   |   |   |    |
| Rock and Roll             |   |   |   |   |   |   |   |   |   |    |
| Salsa                     |   |   |   |   |   |   |   |   |   |    |
| Synchro Dance             |   |   |   |   |   |   |   |   |   |    |
| Tango                     |   |   |   |   |   |   |   |   |   |    |
| Tropical Mix              |   |   |   |   |   |   |   |   |   |    |
| Versus                    |   |   |   |   |   |   |   |   |   |    |

    Ritmo bailado.

    Ritmo en curso.

    Próximo ritmo.

## Premio
El equipo ganador de la primera temporada se llevó un total Gs. 220 millones, distribuidos de la siguiente manera: Gs. 120 millones para el equipo y Gs. 100 millones para la fundación apadrinada por el equipo. Al segundo puesto se le entregó un total de Gs. 50 millones, distribuidos de la siguiente manera: Gs. 20 millones para el equipo y Gs. 30 millones para la fundación apadrinada por el equipo.
El premio de la segunda edición en adelante fue de Gs. 50 millones para el equipo, distribuidos de la siguiente manera: 20 millones para el famoso, 20 millones para el bailarín y 10 millones para el entrenador. Además en las ediciones dos y tres se entregaron Gs. 50 millones a la fundación apadrinada por el equipo. A partir de la cuarta edición, ya no existen fundaciones apadrinadas.

## Curiosidades
- En la edición 2010, en la Final se dio por ganadora a la actriz Andrea Quattrocchi, después la producción aclaró que hubo una equivocación en los votos y que la ganadora era la cantante Nadia "La Kchorra" Portillo.
- Norita Rodríguez ha sido jurado en todas las temporadas emitidas, en la primera edición fue suplente, en la edición 2017 deja de ser jurado, no obstante reemplazó a Bruno Masi en la gala 7, a partir de la gala 8 toma lugar en el jurado como titular.
- Los ritmos de Reguetón, Cumbia, Rock and Roll y Pop Latino fueron los ritmos que más ediciones se ha bailado y el Baile del Caño fue el baile que más ediciones se ha visto.
- Nadia Portillo y Jorge Bordón son los únicos participantes que han ganado dos veces.
- Fabiola Martínez ha sido la famosa que ha concursado más veces en el certamen, en total cinco veces: 2012 (subcampeona), 2013 (semifinalista), 2014 (sextofinalista), 2015 (campeona) y 2019 (semifinalista).
- Marilina Bogado fue la ganadora de la edición 2013, al año siguiente su hermana Mariela Bogado también se corona como ganadora del concurso.
- Marilina Bogado es la participante con más subcampeonatos (edición 2015 y 2019).
- Blas Ocampos es el único coreógrafo que ha participado en todas las temporadas. No así en el 2017, donde no participa por una enfermedad grave que sufre.
- Fabisol Garcete ingresó a mitad de competencia de la edición 2012, más tarde se coronó campeona y Araceli Jiménez y Mauro Fonseca ingresaron a mitad de competencia de la segunda temporada de la edición 2024, luego de ser finalistas de la temporada anterior, más tarde se coronaron campeones.
- Un tiempo después de haber sido campeona, Fabisol Garcete anunció su retiro de los medios y de la música para dedicarse a su religión.
- En las ediciones 2010, 2015 y 2019 solo estuvieron cuatro jurados.
- Estos famosos han sido jurados y participantes: Larissa Riquelme, Milciades Brítez, Jorge Moliniers, Nadia Portillo, Liliana Álvarez, Alfredo Jaeggli y Gustavo Cabaña
- En la edición 2014, precisamente en la Cumbia Nacional, es la gala que posee la mayor cantidad de parejas sentenciadas al duelo, 13 parejas.
- La definición más pareja de una votación telefónica ha sido en la edición 2014, en la gala 19 entre Víctor Gavilán y Ana Laura Chamorro, en el cual el resultado fue de (50.13%) contra el (49.87%) respectivamente.
- La definición más amplia de una votación telefónica ha sido en la edición 2017, en la gala 4.
- Jorge Moliniers ha sido el único famoso que ha participado paralelamente de dos ediciones del Bailando en diferentes países, Baila Conmigo Paraguay y Bailando por un Sueño Argentina, en el 2014.
- En las ediciones de 2014 y 2017 han sido las temporadas en donde ingresaron parejas a lo largo del certamen.
- La edición 2015 es la edición que posee la mayor cantidad de figuras que abandonaron el certamen, en total 8.
- Emmanuel Phanor (Haití), Gabriela Del Campo (Honduras), Magdalena Bravi (Argentina), Francisco Duque (España), Pedro Camacho (República Dominicana), Naohiro Ohtsuka (Japón), Alain Soulat (Chile), Silvia Süller (Argentina), Hernán Caire (Argentina), Delfina One (Argentina), Marc Falses (España), Stéffany Pereira (Brasil) y Bruna Wan (Brasil) han sido los famosos extranjeros que han participado en las ediciones del Baila.
- Las ediciones 2010 y 2013 han sido las que duraron menos tiempo, sólo dos meses de transmisión.
- Las ediciones 2012 y 2014 han sido las que más tiempo duraron, en total siete meses.
- Las ediciones separadas en el cual más y menos tiempo duraron en el mismo año 2024 a la vez, sólo cuatro meses de transmisión cada una.
- Natalia Valdez (edición 2011), Judith Gamarra (edición 2013) y Diego Britez (edición 2019) han sido los famosos que más han pasado por la instancia telefónica, en total 4 veces.
- Alicia Ramírez (edición 2011) ha sido la famosa que más veces tuvo el puntaje más alto, en total 7.
- Marilina Bogado (edición 2014) ha sido la famosa más veces salvada, en total 17 y Juan «Lata Pararã» Ríos (edición 2024 2) ha sido el famoso más veces salvado, en total 7.
- Silvia Süller (edición 2017) ha sido la famosa que tuvo el peor puntaje, solo sumó 16 puntos en la gala de Música Disco. Más tarde su compatriota Hernán Caire tuvo el porcentaje más bajo en el teléfono (1.21%), quedando así fuera de la competencia.
- En las primeras tres ediciones (2010, 2011 y 2012) llegaban a la Final dos parejas, a partir de la edición 2013, llegaron a la Final tres parejas.
- Las primeras cuatro ganadoras del certamen fueron cantantes de Cumbia: Nadia Portillo (2010 y 2011), Fabisol Garcete (2012), Marilina Bogado (2013) y Mariela Bogado (2014), Fabiola Martínez (modelo) se coronó como ganadora en la edición 2015 rompiendo el karma.
- Las primeras ocho ganadoras del certamen fueron mujeres: Nadia Portillo (2010 y 2011), Fabisol Garcete (2012), Marilina Bogado (2013), Mariela Bogado (2014, cantantes de Cumbia), Marly Figueredo (2017, fisicoculturista), Fabiola Martínez (2015) y Rocío Adorno (2019, modelos) y Araceli Jiménez (edición 2024 2, coreógrafa), Daniel Vuyk, conocido como «Viché», (actor) se coronó como primer ganador en la edición 2024 rompiendo el karma y siendo el único hombre famoso ganador del certamen.
- La edición 2014 es la que posee mayor cantidad de jurados suplentes.
- En una de las ediciones, periodistas argentinos acusaron a la producción de plagiar el formato, lo cual fue desmentido ya que el formato original pertenece a Televisa.
- La edición 2015 fue la única en donde participaron 22 parejas que fueron conformadas todas por famosos/as.
- En la edición 2015, precisamente en la gala 8 (Cuarteto), se intercambiaron las parejas por única vez.
- Las ediciones 2013, 2015 y 2017, fueron las únicas en donde no hubo sala de sentencia.
- En la edición 2014, Mariela Bogado y José María López fueron la pareja que más veces quedó sentenciada, en total 17.
- En la segunda temporada de la edición 2024, Juan «Lata Pararã» Ríos y Adri Sanguina (Argentina) fueron la pareja que más veces quedó sentenciada, en total 7.
- Las ediciones 2012, 2013, 2015, 2017 y 2019 han sido las temporadas en donde hubo eliminaciones dobles.
- Rubén Rubín ha sido el único participante que quedó sentenciado (9 veces) en todas las galas que ha participado desde que arrancó la edición 2012 hasta su eliminación.
- En el 2016 dejó de transmitirse porque la producción del programa decidió hacer un descanso, dándole lugar a otro reality, Yo Me Llamo Paraguay específicamente, también conducido por Kike Casanova.
- Si bien es una versión de Bailando por un sueño de Televisa existe una diferencia ya que en Bailando los participantes concursan por un sueño y en Baila participan por un premio
- Gabriela Wolscham fue la primera famosa que fue expulsada del certamen, debido a que no se presentó en la gala 7 de la edición 2017.
- Durante el transcurso, la famosa conocida como «India Guaraní» fue la primera famosa se retiró del certamen por una lesión; por tal motivo, el jurado decidió descalificar a su equipo en la gala 8 de la edición 2024.
- En la edición 2017, precisamente en la gala del Bailando bajo la Lluvia, por primera vez dos integrantes del jurado tuvieron el voto secreto.
- En la edición 2017, durante las galas 2 y 3 las parejas que bailaban en el día recibían su voto secreto y el menor puntaje del día iba a sentencia.
- Bruno Masi de la edición 2017 y Lali González de la segunda temporada de la edición 2024 específicamente en la gala 7 (ambos) se convierten en los primeros jurados en renunciar a la competencia.
- En la edición 2017, por primera vez hubo triple eliminación.
- En la edición 2017, se suprimieron los sextos de final.
- En el 2018, no se transmitió Baila por un descanso de producción, dando lugar a las exitosas telenovelas turcas y coreanas
- En la edición 2019 se transmitió simultáneamente en la web (conducido por Sebastián Rodríguez y Helem Roux) y en el programa radial El show de Palma por la 106.5 FM (conducido por Clara Franco, HR y Gustavo Cabaña)
- En la segunda edición 2024 se transmite simultáneamente en la web y en el streaming con TF Stream (conducido por Leo Rivas, Anabel Arias y Alejandro Royg)
- En la edición 2019 Mario Cimarro se integra como jurado, siendo por primera vez que un artista internacional forma parte.
- En la final de la edición 2019 fue momentáneamente suspendida la transmisión debido a la inclemencia del tiempo, esto llevó casi a suspender la transmisión del programa para el día siguiente, pero más adelante decidieron retransmitir la final hasta casi las dos de la mañana.
- Carlos Viveros y Laura Rodríguez (edición 2019) fueron los famosos que tuvieron el peor puntaje hasta el momento, sumando solo 14 puntos, Carlos en la gala de Flow Latino y Laura en la gala de Cumbia Pop
- La edición 2020 tenía previsto su inicio en el mes de junio de 2020, pero debido a la Pandemia de enfermedad por coronavirus de 2019-2020, el programa quedó postergado sin fecha definida debido a que en el 2021 fue estrenado el Canta Conmigo Paraguay. y en el 2022 fue transmitido el programa de talento Rojo.
- En la edición 2024 se realizó por primera vez un repechaje, donde volvieron tres parejas que ya habían quedado eliminadas.
- Por primera vez en la historia del programa, el certamen tuvo una segunda edición en un mismo año.
- Por primera vez en 2024 en la historia del programa, el certamen tuvo dos ediciones y cinco parejas eliminadas fueron repescadas por la producción en un mismo año.